# Bataille de Dogali
Pour les articles homonymes, voir Dogali.
Campagne d'Érythrée (1885-1888)
La bataille de Dogali est livrée le 26 janvier 1887 pendant les opérations de conquête de l'Érythrée par l'Italie. Une colonne italienne qui tentait de porter secours à la garnison de Saati assiégée par une forte armée abyssine, tombe dans une embuscade près de Dogali (en). Encerclés par les soldats du ras Alula Engida onze fois plus nombreux qu'eux, les Italiens succombent après une résistance désespérée.

## Hommage
L'obélisque du monument de Dogali érigé en 1887 à Rome sur ordre du roi Humbert Ier est dédié aux soldats tués lors de la bataille. Leurs noms sont gravés sur des plaques de bronze fixées sur le piédestal.
La grande place devant la gare centrale Termini à Rome s'appelle Piazza dei Cinquecento (place des cinq cents) en hommage aux combattants italiens.